# James Scott, I duca di Monmouth
James Scott, I duca di Monmouth (Rotterdam, 9 aprile 1649 – Tower Hill, 15 luglio 1685), è stato un nobile e militare inglese.
Noto anche con i nomi di James Stuart, James Crofts e James FitzRoy, nacque a Rotterdam, figlio illegittimo di Carlo II Stuart re d'Inghilterra e della sua amante Lucy Walter, conosciuta durante l'esilio. Venne condannato a morte e giustiziato nel 1685, dopo avere attuato un fallito tentativo di impossessarsi del trono inglese ai danni del re cattolico Giacomo II d'Inghilterra, episodio noto come Monmouth Rebellion (Ribellione di Monmouth).

## Biografia

### Primi anni

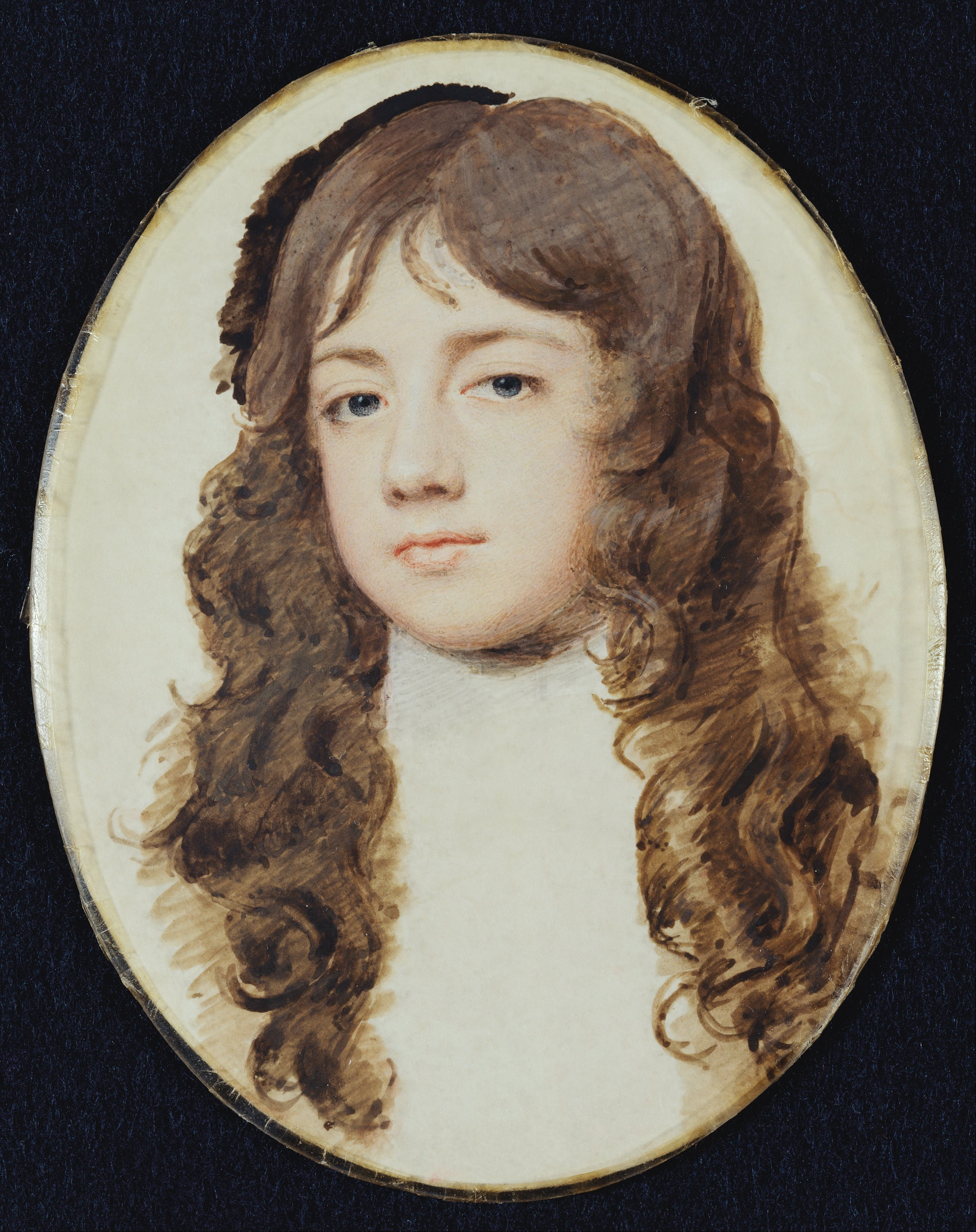
Ritratto giovanile di James Scott, eseguito nel 1664-1665

Poche sono le notizie sulla paternità di James: non si è certi che Carlo fosse effettivamente suo padre. Alcune voci tuttavia già all'epoca parlavano di un matrimonio segreto contratto tra Carlo e Lucy Walter che rendeva James il vero successore ed erede del padre. In ogni caso Carlo II riconobbe come figlio James, ma non lo incluse mai nella linea di successione al trono. Inoltre quando Carlo divenne re, dopo la caduta del Protettorato di Richard Cromwell, Lucy era già morta da circa due anni e il sovrano sposò la principessa portoghese Caterina di Braganza.

Stemma di James Scott prima del suo matrimonio con Anne Scott

Nel 1663, all'età di 14 anni, poco dopo essersi trasferito in Inghilterra al seguito del padre, fu nominato duca di Monmouth con i titoli anche di Conte di Doncaster e Barone Scott di Tynedale, grazie ai quali divenne Pari d'Inghilterra. Dopo il suo matrimonio con Anne Scott il re nominò entrambi Duca e Duchessa di Buccleuch. Pur non essendo molto versato per l'arte del governo ebbe notevole fama presso il popolo inglese per la sua religione protestante; era di gran lunga preferito all'erede al trono di Carlo II, suo fratello, il cattolico Giacomo, Duca di York.
Nel 1665, all'età di 16 anni, James servì in marina sotto il comando dello zio Giacomo durante la seconda guerra anglo-olandese. Terminato il conflitto fece ritorno in Inghilterra e assunse il comando di uno squadrone di cavalleria. Nel 1669 ottenne il titolo di colonnello delle Guardie Personali del sovrano, una delle massime cariche militari dell'epoca. Quando il Comandante Generale dell'esercito George Monck morì, nel 1670, James divenne una delle massime autorità dell'esercito a soli ventuno anni. Allo scoppio della terza guerra anglo-olandese un esercito inglese di seimila uomini guidato dal duca di Monmouth si recò sul continente europeo per sostenere le truppe francesi del re Luigi XIV. Nella campagna del 1673, e in particolare durante l'assedio di Maastricht, James diede prova di grande coraggio e abnegazione.

### La fama e la fine

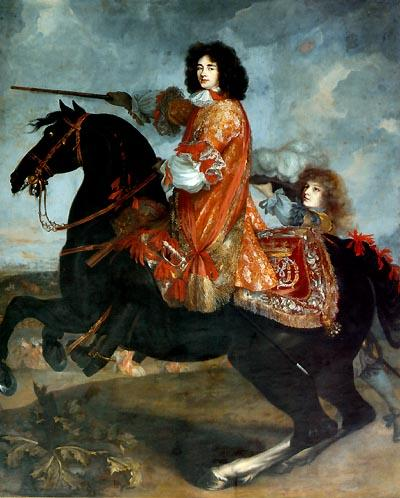
James Scott in un ritratto equestre

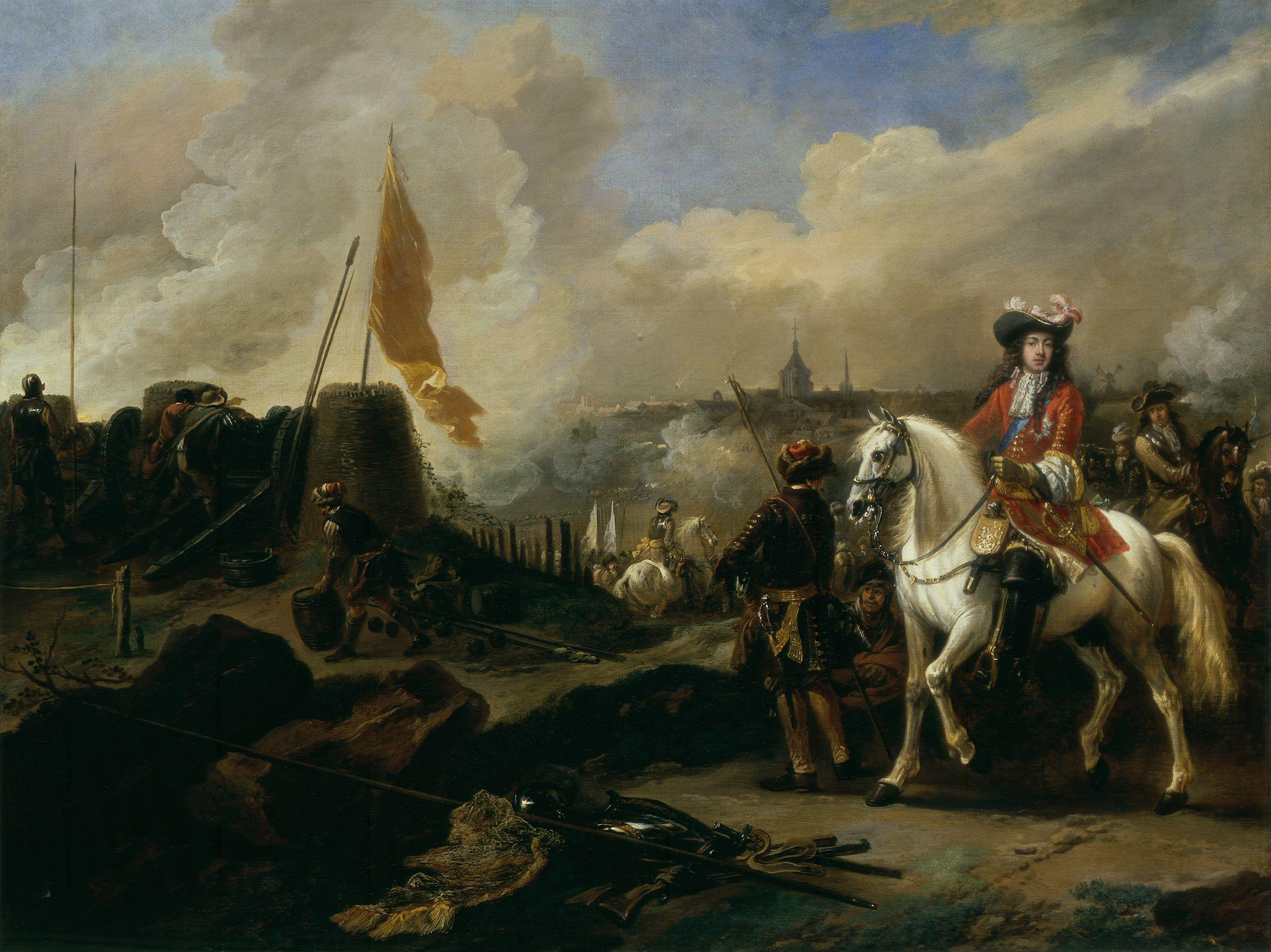
James Scott ritratto da Jan Wyck

Nel 1678 James fu messo al comando di un battaglione, questa volta affiancato dagli olandesi, contro i francesi. Anche in questa occasione ebbe modo di dimostrare una buona capacità strategica e militare. Poco dopo gli fu affidato il compito di sedare una ribellione in Scozia: con un esercito ben più esiguo di quello ribelle ottenne una serie di grandi vittorie e riuscì a fermare il dilagare della rivolta. Dopo il cosiddetto Rye House Plot James fu costretto a lasciare l'Inghilterra e a rifugiarsi nelle Province Unite nel 1683.
Alla morte del padre cercò di impossessarsi del trono e tentò un'invasione dell'Inghilterra. Dopo essere sbarcato fu proclamato re in diverse città inglesi e fu persino incoronato re il 20 giugno 1685. Il 6 luglio l'armata comandata da James Crofts si scontrò con le truppe reali nella battaglia di Sedgemoor. Nemmeno le grandi capacità e il carisma del Duca riuscirono a competere con la forza delle truppe regolari, che sopraffecero i ribelli, catturando cinquecento uomini e uccidendone mille. Persino il Duca cadde prigioniero.
In seguito alla cattura il Parlamento approvò l'Act of Attainder, con il quale lo si escludeva definitivamente da ogni possibilità di successione e lo si condannava a morte. Il Duca fu portato nella Tower Hill di Londra e qui giustiziato per mano del boia Jack Ketch il 15 luglio 1685. Secondo i cronisti dell'epoca furono necessari numerosi colpi di accetta prima che la testa del Duca si staccasse; le fonti ufficiali indicano che servirono cinque colpi, mentre alcuni testimoni ne indicarono almeno otto.
Secondo la leggenda, non essendoci alcun ritratto di James Crofts, la sua testa fu ricucita al corpo e venne eseguito il ritratto a cavallo del Duca, conservato nella National Portrait Galley di Londra. C'è chi ipotizza inoltre che il Duca sia stato l'uomo dalla maschera di ferro. Secondo queste opinioni James non fu mai giustiziato, ma venne inviato in Francia dallo zio Giacomo II d'Inghilterra che, non trovando il coraggio di uccidere suo nipote, lo affidò al cugino Luigi XIV che lo rinchiuse con una maschera di ferro.

## Matrimonio e figli
James Scott sposò Anne Scott, unione che portò alla nascita di sei figli:
- Charles Scott, conte di Doncaster (24 agosto 1672 – 9 febbraio 1673/1674).
- James Scott, conte di Dalkeith (23 maggio 1674 – 14 marzo 1705). Sposò il 2 gennaio 1693/1694 la nobildonna Henrietta Hyde, figlia di Laurence Hyde, I conte di Rochester. Furono i genitori di Francis Scott, II duca di Buccleuch.
- Lady Anne Scott (17 febbraio 1675 – 13 agosto 1685).
- Henry Scott, I conte di Deloraine (1676 – 25 dicembre 1730).
- Francis Scott (1678 – sepolto l'8 dicembre 1679).
- Lady Charlotte Scott (sepolta il 5 settembre 1683).

Da una relazione con l'amante Eleanor Needham, figlia di sir Robert Needham di Lambeth, nacquero tre figli:
- James Crofts (m. marzo 1732), maggiore generale, colonnello del Crofts' (9th) regiment of dragoons
- Henriette Crofts (c. 1682 – 27 febbraio 1730). Sposò attorno al 1697, Charles Paulet, II duca di Bolton.
- Isabel Crofts (morta in gioventù).

Sul finire dei suoi giorni, ebbe una relazione con Henrietta, baronessa Wentworth.

## Ascendenza
|                                        |                                     |                                    | Genitori                                    |  |  | Nonni |  |  | Bisnonni                   |  |  | Trisnonni                       |  |
|                                        |                                     |                                    |                                             |  |  |       |  |  | 8. Giacomo I d'Inghilterra |  |  | 16. Enrico Stuart, Lord Darnley |  |
|                                        |                                     |                                    |                                             |  |  |       |  |  | 8. Giacomo I d'Inghilterra |  |  | 16. Enrico Stuart, Lord Darnley |  |
|                                        |                                     | 17. Maria Stuarda                  |                                             |  |  |       |  |  | 8. Giacomo I d'Inghilterra |  |  |                                 |  |
| 4. Carlo I d'Inghilterra               |                                     |                                    |                                             |  |  |       |  |  | 8. Giacomo I d'Inghilterra |  |  |                                 |  |
|                                        |                                     | 9. Anna di Danimarca               | 18. Federico II di Danimarca                |  |  |       |  |  |                            |  |  |                                 |  |
|                                        |                                     | 9. Anna di Danimarca               | 18. Federico II di Danimarca                |  |  |       |  |  |                            |  |  |                                 |  |
|                                        |                                     | 9. Anna di Danimarca               | 19. Sofia di Meclemburgo-Güstrow            |  |  |       |  |  |                            |  |  |                                 |  |
| 2. Carlo II d'Inghilterra              |                                     | 9. Anna di Danimarca               |                                             |  |  |       |  |  |                            |  |  |                                 |  |
|                                        |                                     | 10. Enrico IV di Francia           | 20. Antonio di Borbone-Vendôme              |  |  |       |  |  |                            |  |  |                                 |  |
|                                        |                                     | 10. Enrico IV di Francia           | 20. Antonio di Borbone-Vendôme              |  |  |       |  |  |                            |  |  |                                 |  |
|                                        |                                     | 10. Enrico IV di Francia           | 21. Giovanna III di Navarra                 |  |  |       |  |  |                            |  |  |                                 |  |
| 5. Enrichetta Maria di Borbone-Francia |                                     | 10. Enrico IV di Francia           |                                             |  |  |       |  |  |                            |  |  |                                 |  |
|                                        |                                     | 11. Maria de' Medici               | 22. Francesco I de' Medici                  |  |  |       |  |  |                            |  |  |                                 |  |
|                                        |                                     | 11. Maria de' Medici               | 22. Francesco I de' Medici                  |  |  |       |  |  |                            |  |  |                                 |  |
|                                        |                                     | 11. Maria de' Medici               | 23. Giovanna d'Austria                      |  |  |       |  |  |                            |  |  |                                 |  |
| 1. James Scott, I duca di Monmouth     |                                     | 11. Maria de' Medici               |                                             |  |  |       |  |  |                            |  |  |                                 |  |
|                                        | 12. Rowland Walter, de Roche Castle | …                                  |                                             |  |  |       |  |  |                            |  |  |                                 |  |
|                                        | 12. Rowland Walter, de Roche Castle | …                                  |                                             |  |  |       |  |  |                            |  |  |                                 |  |
|                                        | 12. Rowland Walter, de Roche Castle | …                                  |                                             |  |  |       |  |  |                            |  |  |                                 |  |
| 6. William Walter                      | 12. Rowland Walter, de Roche Castle |                                    |                                             |  |  |       |  |  |                            |  |  |                                 |  |
|                                        |                                     | 13. Frances Griffith               | …                                           |  |  |       |  |  |                            |  |  |                                 |  |
|                                        |                                     | 13. Frances Griffith               | …                                           |  |  |       |  |  |                            |  |  |                                 |  |
|                                        |                                     | 13. Frances Griffith               | …                                           |  |  |       |  |  |                            |  |  |                                 |  |
| 3. Lucy Walter                         |                                     | 13. Frances Griffith               |                                             |  |  |       |  |  |                            |  |  |                                 |  |
|                                        |                                     | 14. John Protheroe, de Hawkesbrook | …                                           |  |  |       |  |  |                            |  |  |                                 |  |
|                                        |                                     | 14. John Protheroe, de Hawkesbrook | …                                           |  |  |       |  |  |                            |  |  |                                 |  |
|                                        |                                     | 14. John Protheroe, de Hawkesbrook | …                                           |  |  |       |  |  |                            |  |  |                                 |  |
| 7. Elizabeth Prothero                  |                                     | 14. John Protheroe, de Hawkesbrook |                                             |  |  |       |  |  |                            |  |  |                                 |  |
|                                        |                                     | 15. Elinor Vaughan                 | 30. Walter Vaughan                          |  |  |       |  |  |                            |  |  |                                 |  |
|                                        |                                     | 15. Elinor Vaughan                 | 30. Walter Vaughan                          |  |  |       |  |  |                            |  |  |                                 |  |
|                                        |                                     | 15. Elinor Vaughan                 | 31. Mary ferch Gruffudd ap Rhys ap Gruffudd |  |  |       |  |  |                            |  |  |                                 |  |
|                                        |                                     | 15. Elinor Vaughan                 |                                             |  |  |       |  |  |                            |  |  |                                 |  |